# Acropora cervicornis
Acropora cervicornis är en korallart som först beskrevs av Jean-Baptiste Lamarck 1816.  Acropora cervicornis ingår i släktet Acropora och familjen Acroporidae. Inga underarter finns listade i Catalogue of Life.
Arten förekommer i Karibiska havet och i angränsande områden av Atlanten. Den når ett djup av 60 meter. Acropora cervicornis växer på klippor och på döda koraller. Förökningen sker genom förgrening samt genom sexuell befruktning.
Beståndet hotas av klimatförändringar och av sjukdomar. Arten påverkas även negativ av dynamitfiske och fiske med hjälp av kemikalier. IUCN kategoriserar arten globalt som akut hotad.

## Bildgalleri

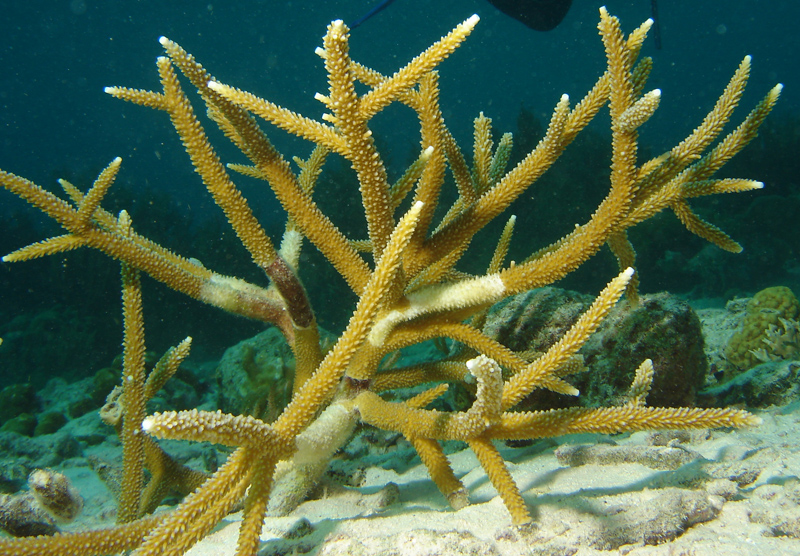
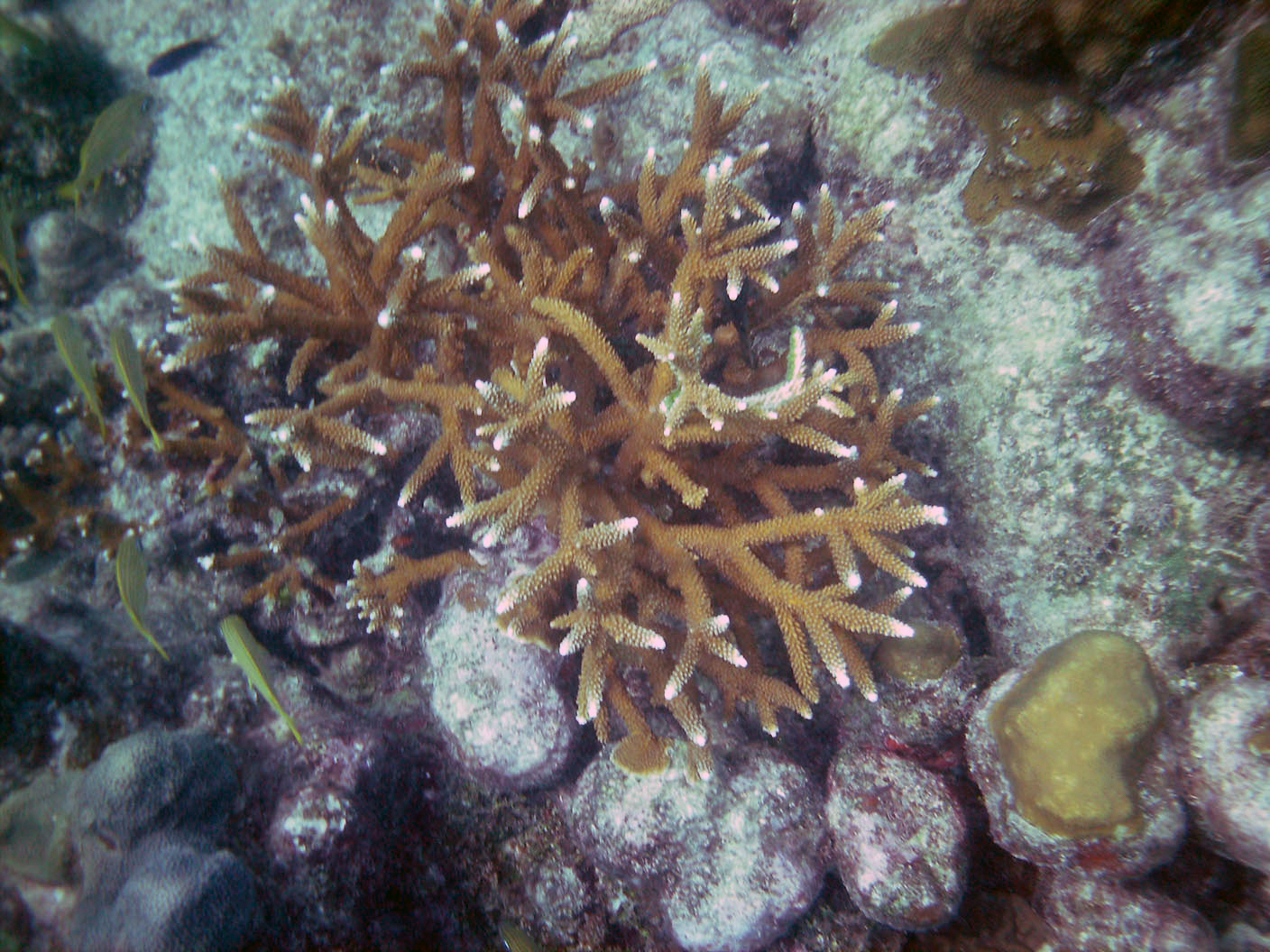
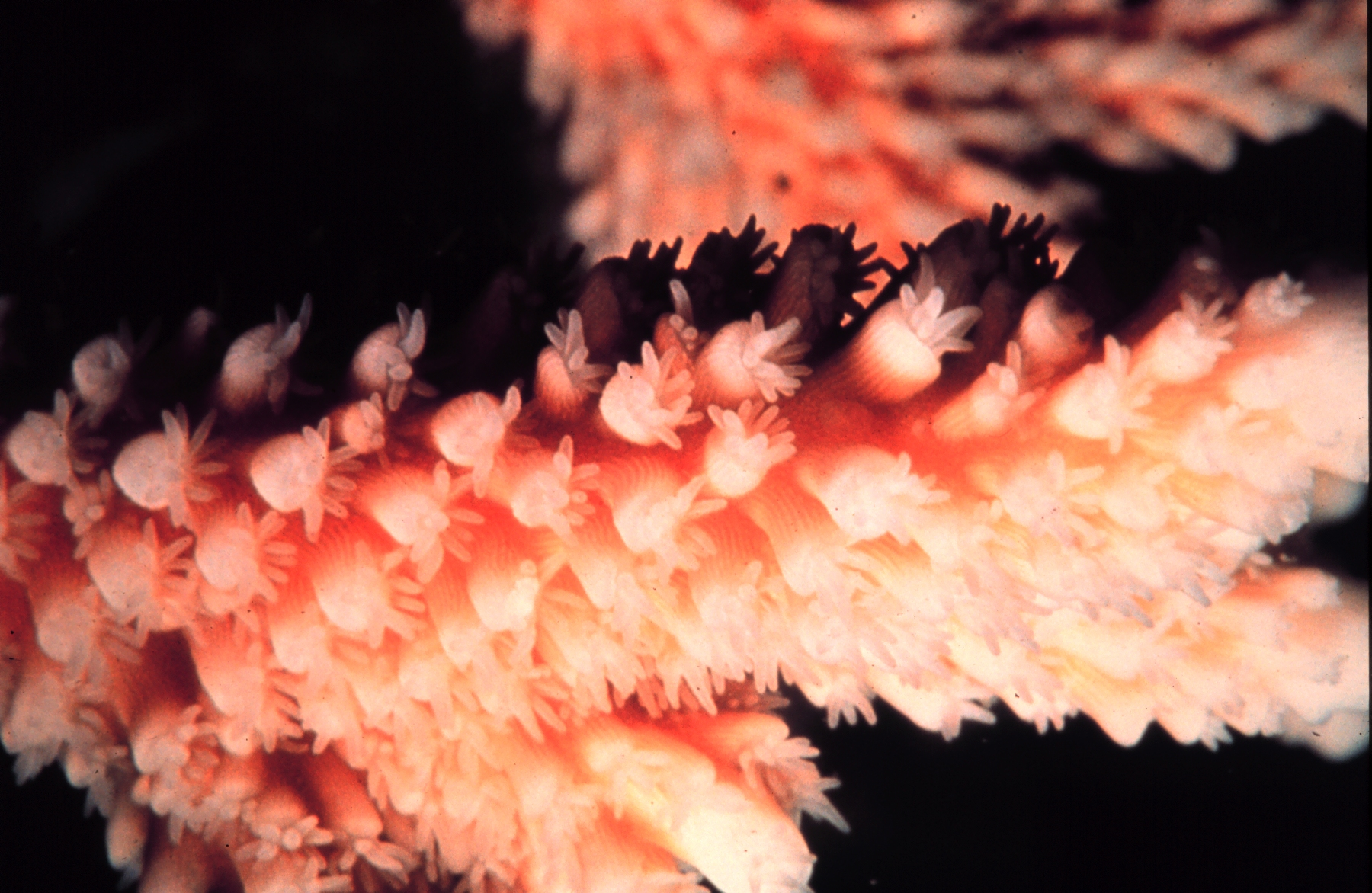
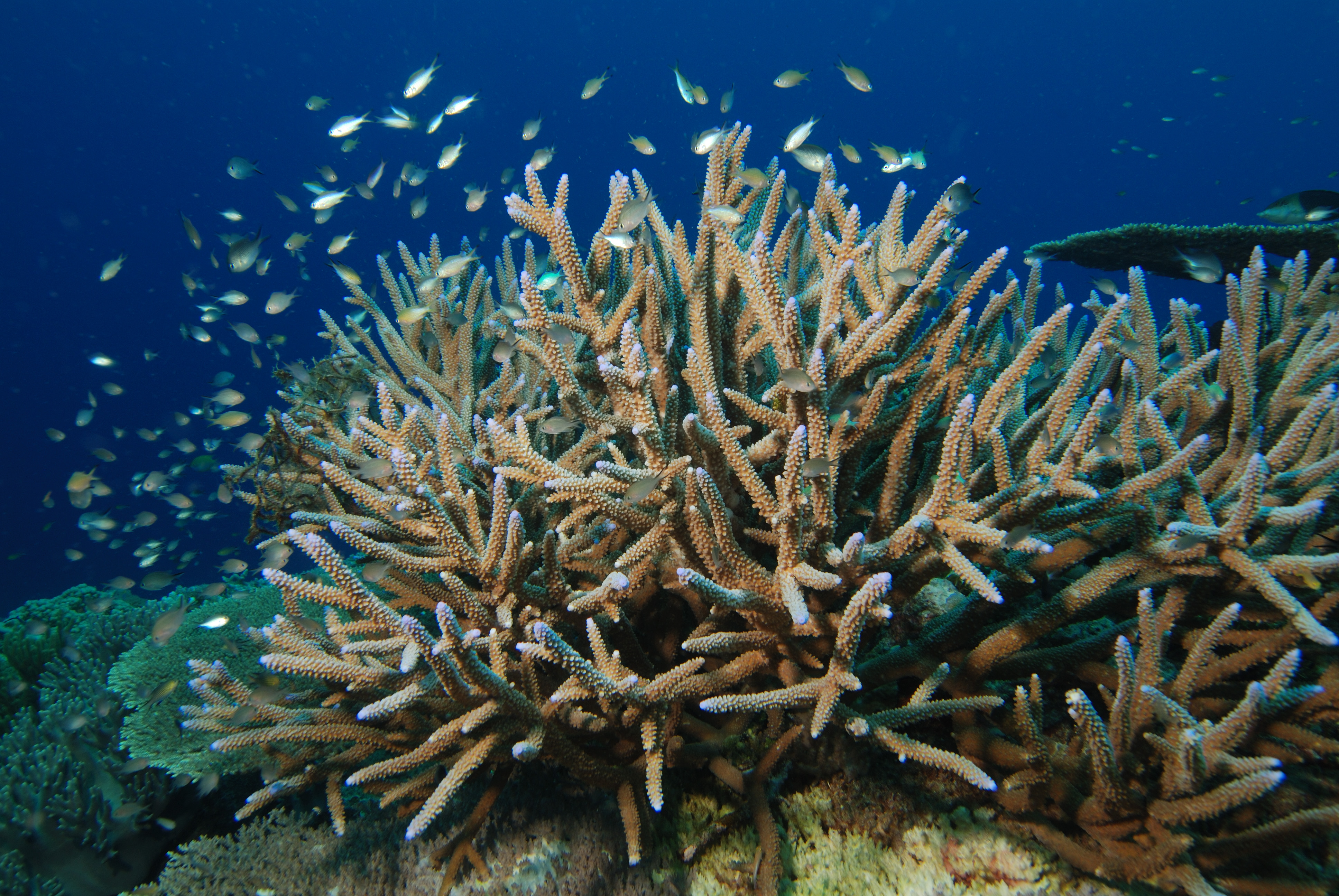
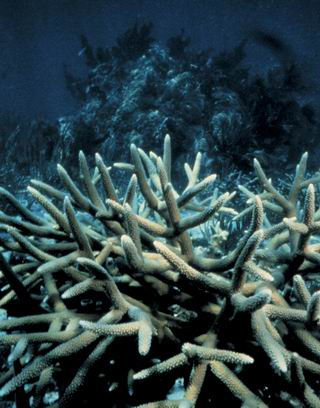